# My Cloud
My Cloud és una línia d'emmagatzematge personal connectada a la xarxa i servidors multiusos, dissenyada i comercialitzada per Western Digital Corporation. My Cloud permet accedir al contingut des de qualsevol dispositiu. Aquest emmagatzematge és personal, centralitzat i fiable, ja que incorpora una còpia de seguretat connectada a la xarxa domèstica.

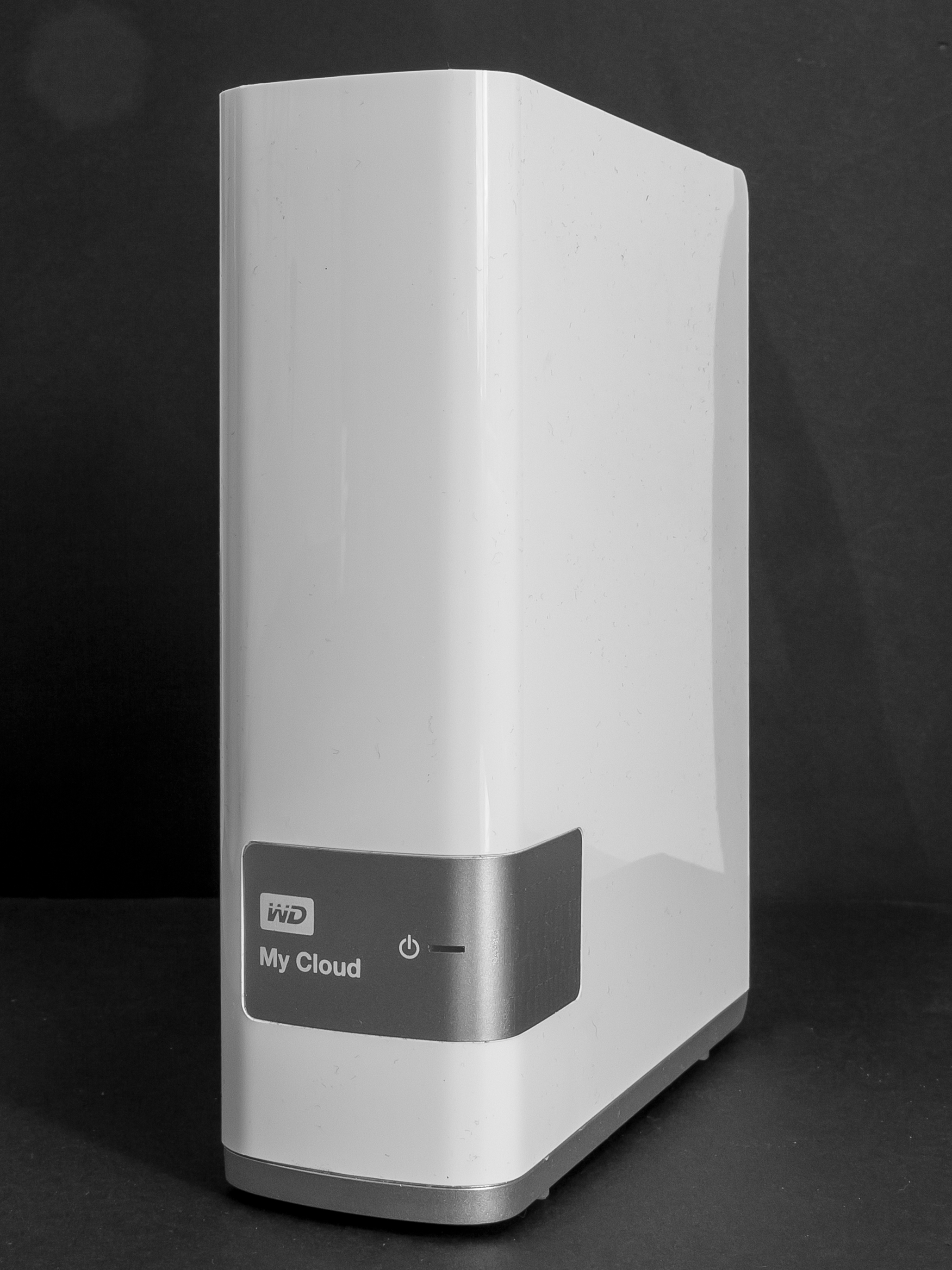
Western Digital My Cloud 4 TB-9729

## Còpies de Seguretat

### Ordinadors
My Cloud permet realitzar una còpia de seguretat automàtica de tots els ordinadors de l'usuari, a més, el sofware de còpia WD SmartWare Pro compta amb unes flexibles opcions per ordinadors Windows, mentre que la unitat My Cloud és compatible amb Apple TIme Machine per 
usuaris de Mac.

### Dispositius Mòbils
Quant a la còpia de seguretat de les fotos i videos dels dispositius mòbils dels usuaris es realitza a través de l'aplicació mòbil My Cloud. Aquesta aplicació permet alliberar espai de la seva tauleta o telèfon mòbil. A més, realitzarà una còpia de seguretat automàtica en el seu sistema d'emmagatzematge al núbol personal, fent possible guardar de manera segura les fotos i els videos.

## Especificacions tècniques
Compatible amb els sistemes operatius Windows® 10, Windows 8, Windows 7; Mac OS® X El Capitan, Yosemite, Mavericks o Mountain Lion. Requereix dispositius DLNA®/UPnP® per a la transmissió i un encaminador amb connexió a Internet.

### Hardware
El procesador de comunicació de My Cloud ARM Cortex-A9 consta de doble nucli Mindspeed Comcerto 2000 (M86261G-12) que funciona a 650 Hz. El port Gigabit Ethernet és un transceptor Ethernet Broadcom BCM54612E Gigabit. Altres components inclouen 256 MB de memòria RAM DDR3 Samsung K4B2G1646E i 512 KB de flash Winbound 25X40CL. La unitat és una WD Xarxa 2 TB (WD20EFRX).

### Software
Tot i que és possible que treballi amb un sistema operatiu personalitzat, els dispositius My Cloud funcionen amb My Cloud OS. Aquest sistema operatiu propietari ve instal·lat de manera predeterminada i conté una interfície gràfica fàcil d'utilitzar.